# Земля до начала времён 9: Путешествие к Большой Воде
«Земля до начала времён 9: Путешествие к Большой Воде» (англ. The Land Before Time IX: Journey to Big Water) — мультфильм производства США, продолжающий мультипликационную серию «Земля до начала времён» (2002).

## Сюжет
После долгих ливней в Великой Долине начинается потоп. Поднявшаяся вода приносит в Долину маленького чужака — детёныша офтальмозавра по имени Мо. Весёлый и проказливый, он быстро находит общий язык с Литтлфутом и его друзьями (за исключением одной только Сэры, которую раздражают его постоянные шутки и розыгрыши). Однако Литтлфут понимает, что Мо не может остаться в Долине насовсем, и просит других обитателей Великой Долины помочь Мо вернуться домой. Взрослые — категорически против, да и товарищи Литлфута воспринимают его идею без особого энтузиазма. Но внезапное землетрясение всё меняет — гигантская пропасть рассекает Долину, отрезав детёнышей от родителей. Им не остаётся ничего другого, кроме как идти вместе с Мо к Большой Воде, а оттуда попытаться найти обратную дорогу в Долину, как они уже делали раньше.
Итак, вся компания направляется к Большой Воде. Это путешествие протекает более спокойно, чем их предыдущие вылазки в Таинственное Далёко. Но они ещё не знают, что главная беда — впереди. Наводнением в Великую Долину было занесено ещё одно морское существо, гораздо более опасное — Большой Морской Острозуб. Он уже пытался напасть на динозавриков в Долине, но Мо сумел отвлечь его; затем во время землетрясения его завалило камнями в пещере под берегом, и дети решили, что с ним покончено. Но Острозуб разрушил завал, и теперь он преследует Литтлфута и его товарищей и в конце концов настигает их. Смелый маленький Мо, рискуя собой, снова уводит Острозуба от своих друзей. Ничего не зная о его судьбе, все динозаврики — и даже Сэра — горюют, считая его погибшим, но наутро Мо благополучно возвращается. Ему удалось перехитрить Морского Острозуба и удрать от него, и тот вернулся в море. Сам Мо тоже встретился со своими родными. Его соплеменники помогают динозаврикам найти короткую дорогу к дому. На прощание Мо показывает Литтлфуту чудеса подводного мира.

## Персонажи и актёры
- Томас Деккер — Литтлфут (англ. Littlefoot).
- Энди Макэфи — Сэра (англ. Cera).
- Эйриа Кёрзон — Даки (англ. Ducky).
- Джефф Беннетт — Питри (англ. Petrie).
- Кеннет Марс — Дедушка (англ. Grandpa Longneck).
- Мириам Флинн — Бабушка (англ. Grandma Longneck), самка диплодока.
- Роб Полсен — Спайк (англ. Spike), Мо (англ. Mo).
- Тресс Макнилл — Мама Питри, мама Даки.
- Джон Ингл — Отец Сэры.
- Фрэнк Уэлкер — лиоплевродон.